# Revda (Oblast' di Sverdlovsk)
Revda è una città della Russia estremo orientale (Oblast' di Sverdlovsk), situata sul fiume omonimo nei pressi della sua confluenza nella Čusovaja, 42 km a ovest del capoluogo Ekaterinburg; dal punto di vista amministrativo, dipende direttamente dalla oblast'.

## Società

### Evoluzione demografica
Fonte: mojgorod.ru
- 1926: 10.000
- 1939: 32.000
- 1959: 54.900
- 1979: 62.900
- 1989: 65.800
- 2007: 61.800